# Centerville (Washington)
Centerville az Amerikai Egyesült Államok északnyugati részén, Washington állam Klickitat megyéjében elhelyezkedő statisztikai település. A 2010. évi népszámlálási adatok alapján 112 lakosa van.

## Éghajlat
A település éghajlata mediterrán (a Köppen-skála szerint Csb).
| Hónap                         | Jan.  | Feb.  | Már.  | Ápr. | Máj. | Jún. | Júl. | Aug. | Szep. | Okt.  | Nov.  | Dec.  | Év    |
| ----------------------------- | ----- | ----- | ----- | ---- | ---- | ---- | ---- | ---- | ----- | ----- | ----- | ----- | ----- |
| Rekord max. hőmérséklet (°C)  | 15,0  | 20,0  | 22,8  | 27,8 | 35,0 | 36,7 | 41,1 | 38,9 | 36,7  | 29,4  | 19,4  | 15,0  | 41,1  |
| Átlagos max. hőmérséklet (°C) | 2,8   | 5,0   | 8,9   | 12,8 | 17,2 | 21,1 | 26,7 | 26,7 | 22,2  | 14,4  | 6,7   | 1,7   | 13,9  |
| Átlagos min. hőmérséklet (°C) | −3,3  | −3,3  | −1,1  | 1,1  | 4,4  | 7,2  | 10,6 | 10,0 | 6,7   | 2,2   | −1,1  | −4,4  | 2,5   |
| Rekord min. hőmérséklet (°C)  | −28,3 | −27,8 | −16,1 | −7,2 | −5,0 | −5,6 | −1,1 | −2,2 | −5,0  | −11,1 | −26,1 | −28,9 | −28,9 |
| Átl. csapadékmennyiség (mm)   | 141   | 100   | 78    | 46   | 36   | 25   | 7    | 9    | 22    | 54    | 139   | 159   | 816   |
| Forrás: The Weather Channel   |       |       |       |      |      |      |      |      |       |       |       |       |       |

## Népesség
A település népességének változása:
| Lakosok száma | 120  | 112  | 94   |
|               | 2000 | 2010 | 2020 |